# Cakewalk Sonar
Cakewalk Sonar — программная цифровая звуковая рабочая станция, предназначенная для записи, редактирования, сведения музыки и видео. Обладает гибкими возможностями для изменения и коррекции аудиоматериала. Название программы происходит от названия англ. sonar («гидролокатор»), образованного от англ. Sound Navigation And Ranging.
Программный продукт разрабатывается американской компанией Cakewalk (до 2008 года — Twelve Tone Systems, с 2008 года контрольный пакет в компании принадлежит корпорации Roland).
Основные возможности программы:
- многоканальная запись и неразрушающее редактирование MIDI-сообщений;
- поддержка многоядерных процессоров;
- обработка звука с двойной точностью (64 бит);
- автоматизация практически всех параметров с помощью огибающих и MIDI-сообщений;
- неограниченное количество треков;
- подключение внешних устройств: микшеры, MIDI-контроллеры и т. д.;
- гибкая маршрутизация сигнала;
- технология фирмы Roland — V-vocal для независимого редактирования параметров вокала (сдвиг, форманта, период);
- качественные стерео- и объёмные эффекты от фирм Sonitus, Voxengo, Kjaerhus Audio;
- поддержка форматов инструментов: DX/DXi, VST/VSTi, ReWire;
- редактируемое меню выбора инструментов и эффектов;
- технология ACT (Active Controller Technology, управление виртуальными инструментами и эффектами и сопоставление с конкретным аппаратным контроллером);
- технология AudioSnap;
- язык сценариев (CAL — Cakewalk Application Language);
- «заморозка» треков (англ. freeze);
- использование drag-and-drop для быстрой смены маршрутизации сигнала между эффектами и для копирования эффектов (например, с одного трека на шину или на другой);
- сохранение настроек трека вместе с эффектами и инструментами в виде пресета — Track Template Files (*.cwx).

Графический интерфейс пользователя на английском языке и в целом оптимизирован для мониторов с высоким разрешением не менее Full HD. На мониторах с невысокой разрешающей способностью, элементы интерфейса выглядят чрезмерно крупными. Цена программы варьируется в зависимости от комплекта — от дорогого студийного варианта до относительно дешёвого любительского.
В ноябре 2017 года компания Cakewalk сообщила о том, что прекращает разработку продукта.
В 2017 году, новый владелец интеллектуальных прав на секвенсор Sonar, компания BandLab, предложила для скачивания полный комплект Sonar Platinum - бесплатно. Теперь он называется Cakewalk by BandLab.